# Jackie Chan: Pierwsze uderzenie
Jackie Chan: Pierwsze uderzenie lub Atomowe uderzenie (oryg. Jing cha gu shi IV: Jian dan ren wu) – hongkońsko–amerykańsko–ukraińsko–australijski film akcji z 1996 roku w reżyserii Stanleya Tonga.

## Fabuła
Jackie (Jackie Chan) jest policjantem z Hongkongu, otrzymuje zadanie śledzenia jednej dziewczyny, gdy ona wybiera się na Ukrainę. Jackie nie widzi nic dziwnego w jej zachowaniu, gdy ona spotka się z jej kochankiem Tsui, który handluje bronią. Jackie śledząc Nataszę i Tsui naraża się na niebezpieczeństwo. Dzięki swojemu działaniu Jackie odkrywa skradzioną głowicę atomową.

## Obsada
Źródło: Filmweb

- Jackie Chan – Jackie
- Jackson Lou – Jackson Tsui
- Annie Wu – Annie Tsui
- Bill Tung – Wujek Bill
- Yuri Pietrow – Płk. Gregor Yegorov
- Terry Woo – Wujek Seven
- John Eaves – Mark Jackson
- Kristopher Kazmarek – Komandor Korda
- Jim Hsin – Agent CIA
- Esmond Ren – Agent CIA
- Gary Wilkinson – Channel 7 Anchorman
- Symantha Liu – Channel 7 Reporter
- Wella Shieh – Annie's Relative
- Shirley Mak – Annie's Relative
- Nonna Grishayeva – Natasha
- Ailen Sit – członek klubu Złoty Smok
- Chan Man Ching – członek klubu Złoty Smok
- Rocky Lai – członek klubu Złoty Smok
- Chan Wai To – członek klubu Złoty Smok
- Brett Arthur – Hit Man
- Mark French – Hit Man
- Damien Gates – Hit Man
- Mark Gilks – Hit Man
- Nathan Jones – Hit Man
- Mathew Walker Kininmonth – Hit Man
- John Langmead – Hit Man
- Ken Lo – Hongkoński policjant
- Brenton Hoeren – snajper
- Jennifer Hung – Annie's Relative
- Doris Lam – Annie's Relative
- Alexander Ustichenko – Major Majenko
- Endre Hules – członek rosyjskiej ekipy
- Raissa Danilova – członek rosyjskiej ekipy
- Steve Morris – Hit Man
- Conan Lee – członek chińskiej ekipy
- George Cheung – członek chińskiej ekipy
- Diane White – członek austalijskiej ekipy
- Diz White – członek austalijskiej ekipy
- Grisha Dimant – członek rosyjskiej ekipy
- Larisa Yeryomina – członek rosyjskiej ekipy
- Misha Markaryan – członek rosyjskiej ekipy
- Alex Veadov – członek rosyjskiej ekipy
- Oleg Vidov – członek rosyjskiej ekipy
- Leeza Vinnichenko – członek rosyjskiej ekipy
- Ilia Volok – członek rosyjskiej ekipy
- Rosalind Ayres – członek austalijskiej ekipy
- Neil Dickson – członek australijskiej ekipy
- Jean Gilpin – członek australijskiej ekipy
- Ruby Marlowe – członek australijskiej ekipy
- Poosy Holmes – członek australijskiej ekipy
- Kendrick Hughes – członek australijskiej ekipy
- Martin Jarvis – członek australijskiej ekipy
- Randall Montgomery – członek australijskiej ekipy
- Oliver Muirhead – członek australijskiej ekipy
- Ian Ruskin – członek australijskiej ekipy
- Alan Shearman – członek australijskiej ekipy

## Odbiór
Film zarobił 57 518 794 dolarów hongkońskich w Hongkongu, 14 511 338 dolarów amerykańskich w Stanach Zjednoczonych, 154 764 400 jenów w Japonii oraz 3 680 000 dolarów singapurskich w Singapurze.
W 1996 roku podczas 32. edycji Golden Horse Film Festival Stanley Tong zdobył nagrodę Golden Horse Award w kategorii Best Action Direction. W 1997 roku podczas 16. edycji Hong Kong Film Awards Stanley Tong zdobył nagrodę Hong Kong Film Award w kategorii Best Action Choreography. Jackie Chan, Annie Wu i Barbie Tung byli nominowani w kategorii Best Actor, Best New Performer i Best Picture. Peter Cheung i Chi Wai Yau byli nominowani w kategorii Best Film Editing. Podczas 6. edycji MTV Movie Awards Jackie Chan był nominowany do nagrody MTV Movie Award w kategorii Best Fight.